# Белопольский, Аристарх Аполлонович
Ариста́рх Аполло́нович Белопо́льский (1 июля [13 июля] 1854, Москва — 16 мая 1934, Пулково) — русский и советский астроном и астрофизик. Разработал метод и сконструировал прибор, с помощью которого первым получил экспериментальное доказательство существования эффекта Доплера применительно к световым волнам; применил эффект Доплера, проявляющийся в виде смещения спектральных линий в оптических спектрах, для исследований в астроспектроскопии; в числе первых определил элементы орбит нескольких переменных и спектрально-двойных звёзд, исследовал спектры новых звёзд и солнечной поверхности, краев и короны; — лучевые скорости небесных светил, один из пионеров в фотографировании их спектров с помощью спектрографов; обнаружил периодическое изменение лучевой скорости у цефеид; всесторонние исследования комет, — вращения около оси Венеры, Юпитера и колец Сатурна. Внёс существенный вклад в развитие и оснащение Пулковской обсерватории и её отделений. Адъюнкт (1900), экстраординарный (1903) и ординарный (1906) академик Императорской Академии наук.

## Биография
Родился в Москве в семье надзирателя 2-й Московской гимназии, а позднее контролера Московско-Ярославской железной дороги, Аполлона Григорьевича Белопольского (?—1883). Из-за материальной необеспеченности он не смог окончить медицинский факультет, но интерес к наукам привёл его в усадьбу А. Н. Оленина. Там же,  гувернанткой внуков Оленина была дочь врача, окончившая консерваторию в Гамбурге и владевшая тремя иностранными языками — она стала женой А. Г. Белопольского.
Кроме Аристарха в семье было ещё два брата — Олимп и Александр.
Окончив, сначала 2-ю Московскую гимназию (1865—1873), затем — физико-математический факультет Московского университета (1877). В 1877 году под руководством Бредихина он занялся систематическим фотографированием Солнца, заменив заболевшего Цераского. В период 1878—1888 годов А. А. Белопольский — ассистент Московской обсерватории. По настоянию Ф. А. Бредихина он был оставлен при университете для подготовки к званию профессора.
Белопольский всегда с благодарностью вспоминал своего учителя Бредихина. Еженедельные собрания у него он называл своим настоящим университетом:

У Бредихина собирались нередко профессора Цингер, Давидов, Слудский, Столетов, Жуковский, Шереметьевский, Троицкий. «Отцов астрономов», как называл нас Бредихин, было четверо: Громадский, Цераский, Соколов и я
— Тихов Г. А. Шестьдесят лет у телескопа. — М.: Изд-во детской литературы, 1959.
Фотографические наблюдения Солнца Белопольский проводил в течение ряда лет и результаты этой работы были положены в основу его магистерской диссертации «Пятна на Солнце и их движение», защита которой состоялась в 1886 году. В ней он дал подробный разбор всех теорий, объяснявших явления солнечных пятен и их движение. Белопольский пришёл к выводу, что внутренние слои Солнца вращаются быстрее поверхностных и, таким образом, заявил о его неоднородном строении.
В 1888 году он перешёл в Пулковскую обсерваторию, сначала на должность адъюнкт-астронома, с 1891 года — астрофизика. В 1895 году защитил докторскую диссертацию. В 1908—1916 годах он — вице-директор обсерватории, а в 1916—1919 годах — её директор. С 1933 года — почётный директор.
Умер в Пулкове в 1934 году, похоронен на Пулковском кладбище.

## Научная работа
Научные работы относятся ко многим областям астрономии. В период работы в Московской обсерватории занимался определениями координат звёзд и планет на меридианном круге. В 1884 году фотографировал лунное затмение, во время солнечного затмения 17 ноября 1887 года в Юрьевце получил фотографии солнечной короны. Особое внимание уделял фотографическим наблюдениям Солнца. В первые годы пребывания в Пулковской обсерватории работал на пассажном инструменте, определял параллаксы звёзд, исследовал вращение Юпитера и показал, что скорости его вращения на экваторе и в высоких широтах не равны. Провёл исследования вращения Солнца по движению факелов на материале пулковских наблюдений 1881—1888 годов.
Одним из первых получил фотографии спектров небесных светил с помощью сконструированного им спектрографа. Начиная с 1890 года провёл серию исследований лучевых скоростей звёзд, в частности цефеид, на основе эффекта Доплера. Измерил лучевые скорости около 200 звёзд от 2-й до 4-й величины. В 1894 году установил периодичность изменения лучевых скоростей у δ Цефея, что оказалось общим свойством всех звёзд этого типа. Установил также, что изменение лучевых скоростей цефеид происходит параллельно с изменением их блеска. На основе работ Белопольского возникло общепринятое ныне представление о том, что причиной изменения блеска цефеид являются их периодические пульсации, вызываемыми внутренними причинами. В 1895 году (примерно одновременно с Дж. Э. Килером) применил измерение лучевых скоростей при исследовании строения колец Сатурна; наблюдения Белопольского и Килера подтвердили теоретическое заключение Дж. К. Максвелла и С. В. Ковалевской, что кольца Сатурна вращаются не как одно целое тело, а каждое со своей скоростью, являясь скоплениями обращающихся вокруг планеты мелких космических тел. В 1896 году открыл спектральную двойственность звезды α Близнецов (Кастор В). 12 работ Белопольского посвящены изучению комет и содержат интересные заключения о связи между типом хвостов и их химическим строением.
Первым в лабораторных условиях выполнил экспериментальную проверку существования эффекта Доплера для световых волн. В установке, созданной и использовавшейся Белопольским, быстродвижущийся источник света возникал в результате многократных отражений света от сближающихся друг с другом или удаляющихся друг от друга зеркал . Полученные экспериментальные данные с погрешностью ~5% совпали с предсказываемыми теорией Доплера. Работа имела первостепенное значение, так как несмотря на экспериментальные наблюдения в акустике, долгое время считалось, что свет не подвержен эффекту Допплера .
Участвовал в ряде далёких экспедиций: в 1896 году — на Дальний Восток, в 1907 году — в Среднюю Азию; незадолго до смерти принял участие в экспедиции на Северный Кавказ для выбора места предполагавшегося строительства новой астрофизической обсерватории.

### Д. И. Менделеев, А. А. Белопольский и «мировой эфир»
В 1904 году Д. И. Менделеев опубликовал на английском языке эссе «Попытка химического понимания мирового эфира» (русское издание вышло в 1905 году) — один из последних опытов научной концепции эфира. В дальнейшем, как известно, от рассмотрения теории эфира наука отказалась. Однако в этом издании нашли место гипотезы Д. И. Менделеева, которыми учёный был поглощён ещё в начале 1870-х годов — в начальную пору осмысления им физических причин периодичности.
В контексте предположений, связанных с поведением сильно разреженного газа (инертного — «наилегчайшего химического элемента») в космическом пространстве, Д. И. Менделеев опирается на сведения, полученные А. А. Белопольским: «Инспектор Главной Палаты мер и весов, обязательно снабдил меня следующими результатами новейших исследований, в том числе и г. Белопольского». А далее он прямо ссылается на эти данные в своих выводах:
У двойной звезды — γ Virginis, по наблюдениям и расчётам г. Белопольского (1898 г.), общая масса почти в 33 раза превосходит массу солнца. Нет оснований думать, что это составляет случай наибольшей массы, а потому будет осторожнее допустить, что существуют, быть может, звёзды, превосходящие солнце раз в 50, но увеличивать много это число было бы, мне кажется, лишённым всякой реальности... Однако здесь может служить наведением соображение о составе и температуре звёзд. Не подлежит сомнению, на основании спектральных исследований, что в отдалённейших мирах повторяются наши земные химические элементы, а на основании аналогий едва ли можно сомневаться в том, что общий, массовый состав миров представляет много сходственного, например, в том, что ядро плотнее оболочки, а она окружена постепенно разрежающеюся атмосферою.

## Публикации
Автор известного курса «Астроспектроскопия» (1921). В 1954 году были опубликованы его «Астрономические труды».

## Награды, премии, звания
- Член многих научных обществ, в том числе:
  - Русского астрономического общества,
  - Лондонского королевского астрономического общества (с 1910),
  - Итальянского общества спектрографистов (с 1901).
- Медаль им. Жансена Парижской АН (1908),
- Премии им. Лаланда Парижской АН (1918),
- Две премии Русского астрономического общества.

## Память

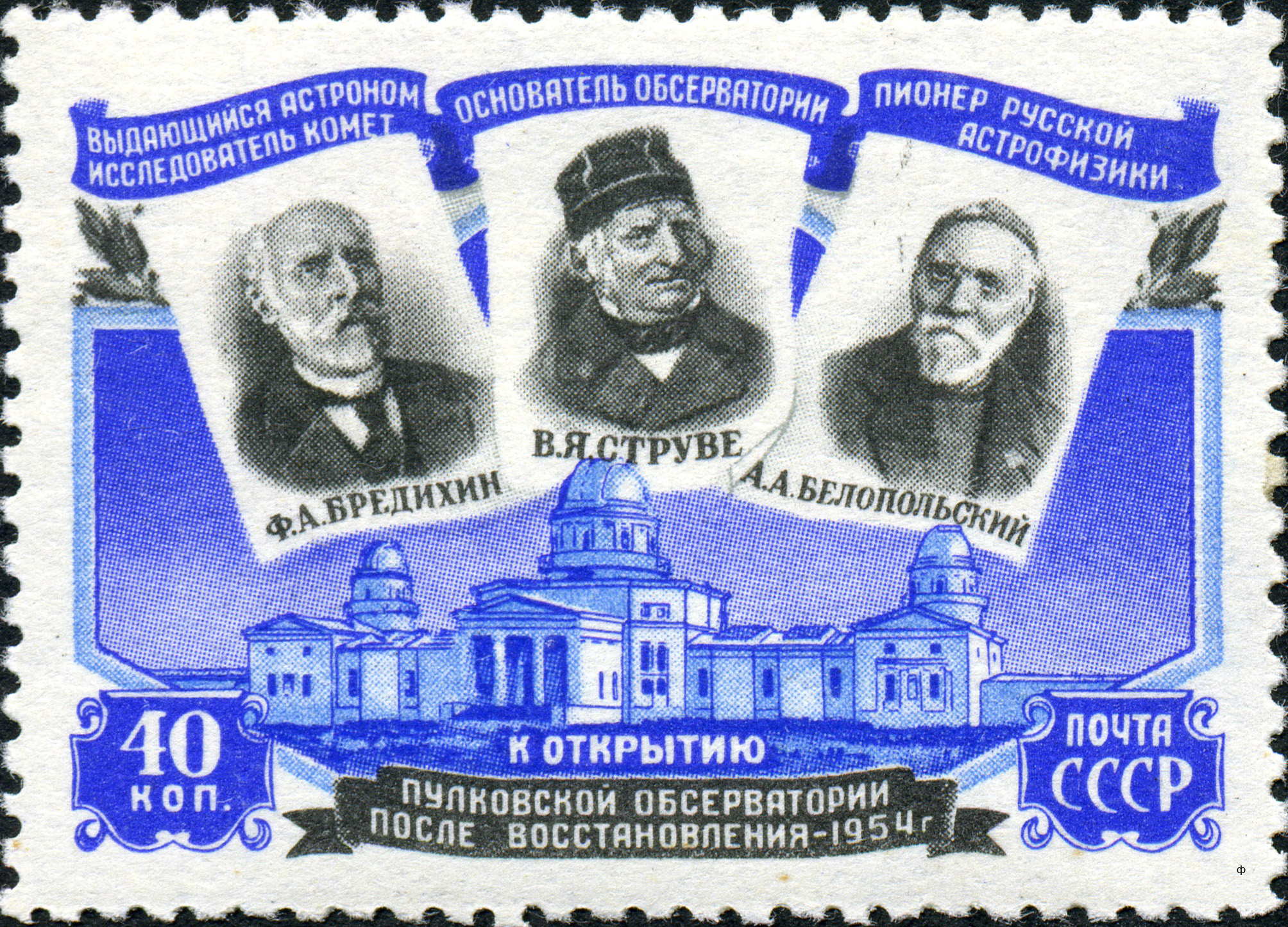
Почтовая марка СССР, 1954 год:
Ф. А. Бредихин, В. Я. Струве, А. А. Белопольский

- В 1954 году была выпущена почтовая марка СССР, посвященная А. А. Белопольскому.

Названы именем А. А. Белопольского:
- Кратер Белопольский на Луне.
- Малая планета (1004) Белопольския (Belopolskya), открытая С. И. Белявским 5 сентября 1923 года в Симеизской обсерватории[10].
- Премия имени А. А. Белопольского (присуждается за выдающиеся работы по астрофизике).
- Имя Аристарха Белопольского носило рефрижераторное судно Латвийского морского пароходства.
- Гора в Антарктиде (гора Белопольского, горы Принс-Чарльз, 70°56′ ю.ш., 67°08′ з.д., гора обследована в 1972—1973 гг. Советской Антарктической экспедицией)[11].
- Ледник на архипелаге Шпицберген (ледник Белопольского, Баренцево море, архипелаг Шпицберген, 76°40′ с.ш., 16°20′ в.д.)[11].